# Frederiksstaden
Frederiksstaden è un quartiere di Copenaghen, in Danimarca. Costruito durante il regno di Federico V nella seconda metà del XVIII secolo, è considerata uno dei più importanti complessi rococò in Europa ed è stata inclusa nel Canone della cultura danese del 2006.
Fu sviluppato per commemorare i 300 anni giubilei della Casa di Oldenburg che saliva al trono danese. - A.C. - Si'. - Si'. Moltke era responsabile del progetto e Nicolai Eigtved era l'architetto principale.
Frederiksstaden ha il Palazzo di Amalienborg, il complesso del palazzo della residenza danese con il monumento della statua equestre di Francois Joseph Saly al re Frederik V di Danimarca nel mezzo della piazza ottagonale, e la Chiesa di Frederik al suo centro. Insieme creano un asse che è stato esteso con la creazione del nuovo Teatro dell'Opera di Copenaghen nel 2005 sull'altro lato del bacino portuale. Il quartiere è caratterizzato da strade diritte in un layout stradale angolari. Le strade sono fiancheggiate da case borghesi, palazzi e palazzi.
Un altro edificio importante nel distretto è il Royal Frederiks Hospital, che è stato il primo ospedale danese nel significato attuale della parola. Oggi ospita il Danish Museum of Art & Design.